# 阿尔比斯山麓韦茨维尔
阿尔比斯山麓韦茨维尔（德語：Wettswil am Albis）是瑞士联邦苏黎世州阿福尔特恩区的市镇。该市镇面积为3.77平方千米，海拔高度563米，2018年12月31日人口数为5,186。

## 外部連結
- 阿尔比斯山麓韦茨维尔官方网站 （页面存档备份，存于） （德文）